# Jaroslav Čupr
Jaroslav Čupr je český římskokatolický duchovní, děkan blanenský.

## Život
Jaroslav Čupr pochází z vesničky Česká. Jeho strýcem byl Josef Čupr - jezuita, spirituál české koleje Nepomucenum, Od roku 1999 do roku 2022 působil jako sekretář nyní emeritního biskupa Vojtěcha Cikrleho. Je auditorem Diecézního církevního soudu. Je nesídelním kanovníkem Královské stoliční kapituly sv. Petra a Pavla v Brně. Od 1. srpna 2022 je ustanoven farářem ve farnosti Blansko a 1. srpna 2025 se stal také blanenským děkanem.